# Salernitana Sport 1977-1978
Questa pagina raccoglie i dati riguardanti la Salernitana Sport nelle competizioni ufficiali della stagione 1977-1978.

## Stagione
Un gruppo di imprenditori salernitani rileva l'Unione Sportiva Salernitana costituendo in data 18 luglio 1977 la Salernitana Sport S.p.A, società per azioni con presidente Enzo Paolillo. Cominato viene confermato come direttore sportivo, mentre Carlo Facchin viene scelto come nuovo allenatore.
È l'anno della ristrutturazione del campionato di Terza serie, che verrà a scisso in due categorie: C1 e C2. Pertanto molte società di Serie C si adoperano per costruire un organico di buon livello al fine di evitare il declassamento nella nuova Serie C2 che verrà attuato dalla dodicesima posizione in classifica in poi, mentre la prima classificata salirà in Serie B, e le restanti verranno ammesse nella nuova C1.
In Coppa Italia Serie C la Salernitana si piazza prima nella fase a gironi a pari merito con la Turris, ma sarà quest'ultima a passare alla fase successiva a causa della miglior differenza reti rispetto ai salernitani.
Dopo otto giornate di campionato viene esonerato Facchin, e a causa di ciò Cominato decide di dimettersi. Dopo una settimana in cui la squadra è affidata al vice Mario Saracino, il nuovo allenatore diventa Enea Masiero. La squadra continua a deludere, e allora passa nuovamente nelle mani dell'allenatore-giocatore Lucio Mujesan. In questo modo, anche grazie alle reti di Costante Tivelli, capocannoniere del girone con 19 gol, la squadra si piazza sesta per il secondo anno consecutivo, riuscendo ad essere ammessa alla nuova Serie C1. Salgono in serie B i cugini della Nocerina.
Nel frattempo la presidenza del club passa da Paolillo ad Enzo Grieco.

## Divise
La maglia della Salernitana 1977-1978.
| Casa | Trasferta |

## Organigramma societario
Fonte
Area direttiva
- Presidente: Enzo Paolillo, dal 2/04/1978 Enzo Grieco
- Segretario: Mario Lupo

Area tecnica
- Direttore sportivo: Giampaolo Cominato (fino al 24/10/1977)
- Allenatore: Carlo Facchin, dal 1/14/1977 Mario Saracino, dal 7/11/1977 Enea Masiero, dal 30/01/1978 Mario Saracino[1]
- Allenatore in seconda: Arturo Campagna
- Magazziniere: Alfonso De Santo

Area sanitaria
- Medico Sociale: Bruno Tescione
- Massaggiatore: Bruno Carmando

## Rosa
Fonte
| N. |                   | Ruolo | Calciatore               |
| -- | ----------------- | ----- | ------------------------ |
|    | Italia (bandiera) | P     | Gianfranco Degli Schiavi |
|    | Italia (bandiera) | P     | Fulvio De Maio           |
|    | Italia (bandiera) | D     | Enrico Braione           |
|    | Italia (bandiera) | D     | Pierluigi Consonni       |
|    | Italia (bandiera) | D     | Luciano Favero           |
|    | Italia (bandiera) | D     | Amedeo Fei               |
|    | Italia (bandiera) | D     | Piero Fraccapani         |
|    | Italia (bandiera) | D     | Federico Marchi          |
|    | Italia (bandiera) | D     | Domenico Santucci        |
|    | Italia (bandiera) | D     | Maurizio Scotto          |
|    | Italia (bandiera) | D     | Bruno Sepe               |
|    | Italia (bandiera) | C     | Antonio D'Angelo         |

| N. |                   | Ruolo | Calciatore         |
| -- | ----------------- | ----- | ------------------ |
|    | Italia (bandiera) | C     | Domenico Di Maio   |
|    | Italia (bandiera) | C     | Raffaele Di Risio  |
|    | Italia (bandiera) | C     | Antonio Gregorio   |
|    | Italia (bandiera) | C     | Vincenzo Zazzaro   |
|    | Italia (bandiera) | C     | Claudio Tinaglia   |
|    | Italia (bandiera) | A     | Salvatore Capone   |
|    | Italia (bandiera) | A     | Claudio De Tommasi |
|    | Italia (bandiera) | A     | Marco Ghilardi     |
|    | Italia (bandiera) | A     | Angelo Gioia       |
|    | Italia (bandiera) | A     | Lucio Mujesan      |
|    | Italia (bandiera) | A     | Costante Tivelli   |

## Risultati

### Serie C

#### Girone di andata
| Salerno 11 settembre 1977 1ª giornata | Salernitana | 0 – 0 referto | Siracusa | Stadio Donato Vestuti |

| Vasto 18 settembre 1977 2ª giornata          | Pro Vasto | 1 – 0 referto | Salernitana | Stadio Aragona |
| \| \| \| \| \| Ferrari 4’ \| Marcatori \| \| |           |               |             |                |
|                                              |           |               |             |                |
| Ferrari 4’                                   | Marcatori |               |             |                |

| Salerno 25 settembre 1977 3ª giornata | Salernitana           | 0 – 0 referto | Catania | Stadio Donato Vestuti\| Arbitro: \| Ballerini (La Spezia) \| |
| Arbitro:                              | Ballerini (La Spezia) |               |         |                                                              |

| Pagani 2 ottobre 1977 4ª giornata                                        | Paganese  | 1 – 1 referto      | Salernitana | Stadio Comunale |
| \| \| \| \| \| Iannucci 65’ (rig.) \| Marcatori \| 70’ (rig.) Tivelli \| |           |                    |             |                 |
|                                                                          |           |                    |             |                 |
| Iannucci 65’ (rig.)                                                      | Marcatori | 70’ (rig.) Tivelli |             |                 |

| Salerno 9 ottobre 1977 5ª giornata                          | Salernitana | 2 – 1 referto | Benevento | Stadio Donato Vestuti |
| \| \| \| \| \| Mujesan 5’, 70’ \| Marcatori \| 43’ Radio \| |             |               |           |                       |
|                                                             |             |               |           |                       |
| Mujesan 5’, 70’                                             | Marcatori   | 43’ Radio     |           |                       |

| Matera 16 ottobre 1977 6ª giornata                            | Matera    | 1 – 1 referto | Salernitana | Stadio XXI Settembre |
| \| \| \| \| \| Petruzzelli 48’ \| Marcatori \| 11’ Mujesan \| |           |               |             |                      |
|                                                               |           |               |             |                      |
| Petruzzelli 48’                                               | Marcatori | 11’ Mujesan   |             |                      |

| Salerno 23 ottobre 1977 7ª giornata                                                          | Salernitana | 2 – 2 referto              | Pro Cavese | Stadio Donato Vestuti |
| \| \| \| \| \| Tivelli 64’ (rig.) Ghilardi 73’ \| Marcatori \| 36’ Cassarino 84’ Scardovi \| |             |                            |            |                       |
|                                                                                              |             |                            |            |                       |
| Tivelli 64’ (rig.) Ghilardi 73’                                                              | Marcatori   | 36’ Cassarino 84’ Scardovi |            |                       |

| Ragusa 30 ottobre 1977 8ª giornata                                                  | Ragusa    | 2 – 1 referto      | Salernitana | Stadio Selvaggio |
| \| \| \| \| \| Latella 61’ Di Maio 90’ (aut.) \| Marcatori \| 70’ (rig.) Di Maio \| |           |                    |             |                  |
|                                                                                     |           |                    |             |                  |
| Latella 61’ Di Maio 90’ (aut.)                                                      | Marcatori | 70’ (rig.) Di Maio |             |                  |

| Salerno 6 novembre 1977 9ª giornata                                    | Salernitana | 3 – 0 referto | Marsala | Stadio Donato Vestuti |
| \| \| \| \| \| Tivelli 38’ (rig.), 47’ D'Angelo 49’ \| Marcatori \| \| |             |               |         |                       |
|                                                                        |             |               |         |                       |
| Tivelli 38’ (rig.), 47’ D'Angelo 49’                                   | Marcatori   |               |         |                       |

| Nocera Inferiore 13 novembre 1977 10ª giornata               | Nocerina  | 2 – 1 referto | Salernitana | Stadio San Francesco d'Assisi |
| \| \| \| \| \| Bozzi 9’, 45’ \| Marcatori \| 85’ Ghilardi \| |           |               |             |                               |
|                                                              |           |               |             |                               |
| Bozzi 9’, 45’                                                | Marcatori | 85’ Ghilardi  |             |                               |

| Salerno 20 novembre 1977 11ª giornata                             | Salernitana | 2 – 0 referto | Sorrento | Stadio Donato Vestuti |
| \| \| \| \| \| D'Angelo 21’ Tivelli 42’ (rig.) \| Marcatori \| \| |             |               |          |                       |
|                                                                   |             |               |          |                       |
| D'Angelo 21’ Tivelli 42’ (rig.)                                   | Marcatori   |               |          |                       |

| Crotone 27 novembre 1977 12ª giornata                                                                                             | Crotone   | 3 – 5 referto                                                        | Salernitana | Stadio Ezio Scida |
| \| \| \| \| \| Piras 34’, 63’ (rig.), 83’ \| Marcatori \| 10’ (aut.) Maino 11’ (rig.), 32’ Tivelli 16’ Tinaglia 75’ De Tommasi \| |           |                                                                      |             |                   |
| |           |                                                                      |             |                   |
| Piras 34’, 63’ (rig.), 83’ | Marcatori | 10’ (aut.) Maino 11’ (rig.), 32’ Tivelli 16’ Tinaglia 75’ De Tommasi |             |                   |

| Torre del Greco 4 dicembre 1977 13ª giornata                    | Turris    | 2 – 0 referto | Salernitana | Stadio Amerigo Liguori |
| \| \| \| \| \| Orlando 41’ Favero 79’ (aut.) \| Marcatori \| \| |           |               |             |                        |
|                                                                 |           |               |             |                        |
| Orlando 41’ Favero 79’ (aut.)                                   | Marcatori |               |             |                        |

| Salerno 11 dicembre 1977 14ª giornata                                              | Salernitana | 3 – 1 referto | Barletta | Stadio Donato Vestuti |
| \| \| \| \| \| Tivelli 18’ (rig.), 85’ Ghilardi 47’ \| Marcatori \| 34’ Bilardi \| |             |               |          |                       |
|                                                                                    |             |               |          |                       |
| Tivelli 18’ (rig.), 85’ Ghilardi 47’                                               | Marcatori   | 34’ Bilardi   |          |                       |

| Trapani 18 dicembre 1977 15ª giornata                  | Trapani   | 1 – 1 referto | Salernitana | Stadio Polisportivo Provinciale |
| \| \| \| \| \| Luzi 73’ \| Marcatori \| 54’ Tivelli \| |           |               |             |                                 |
|                                                        |           |               |             |                                 |
| Luzi 73’                                               | Marcatori | 54’ Tivelli   |             |                                 |

| Salerno 31 dicembre 1978 16ª giornata                                                        | Salernitana | 2 – 2 referto               | Latina | Stadio Donato Vestuti |
| \| \| \| \| \| Mujesan 28’ Tivelli 72’ (rig.) \| Marcatori \| 74’ Pezzuoli 80’ Carannante \| |             |                             |        |                       |
|                                                                                              |             |                             |        |                       |
| Mujesan 28’ Tivelli 72’ (rig.)                                                               | Marcatori   | 74’ Pezzuoli 80’ Carannante |        |                       |

| Campobasso 8 gennaio 1978 17ª giornata                     | Campobasso | 1 – 1 referto | Salernitana | Stadio Giovanni Romagnoli |
| \| \| \| \| \| Facoetti 77’ \| Marcatori \| 20’ Tivelli \| |            |               |             |                           |
|                                                            |            |               |             |                           |
| Facoetti 77’                                               | Marcatori  | 20’ Tivelli   |             |                           |

| Salerno 15 gennaio 1978 18ª giornata | Salernitana | 0 – 0 referto | Reggina | Stadio Donato Vestuti |

| Brindisi 22 gennaio 1978 19ª giornata                         | Brindisi  | 2 – 0 referto | Salernitana | Stadio comunale |
| \| \| \| \| \| Catarci 54’ Castellucci 67’ \| Marcatori \| \| |           |               |             |                 |
|                                                               |           |               |             |                 |
| Catarci 54’ Castellucci 67’                                   | Marcatori |               |             |                 |

#### Girone di ritorno
| Caltagirone 29 gennaio 1978 20ª giornata                                     | Siracusa  | 2 – 1 Campo neutro referto | Salernitana |  |
| \| \| \| \| \| Culotti 18’ Rotondi 68’ (rig.) \| Marcatori \| 25’ Mujesan \| |           |                            |             |  |
|                                                                              |           |                            |             |  |
| Culotti 18’ Rotondi 68’ (rig.)                                               | Marcatori | 25’ Mujesan                |             |  |

| Salerno 5 febbraio 1978 21ª giornata                                  | Salernitana | 2 – 1 referto | Pro Vasto | Stadio Donato Vestuti |
| \| \| \| \| \| Tivelli 14’ Mujesan 85’ \| Marcatori \| 4’ Bardelli \| |             |               |           |                       |
|                                                                       |             |               |           |                       |
| Tivelli 14’ Mujesan 85’                                               | Marcatori   | 4’ Bardelli   |           |                       |

| Arbitro: | Manfredini (Pavia) |

|                         |           |                |
| Malaman 15’ Cantone 45’ | Marcatori | 70’ De Tommasi |

| Salerno 19 febbraio 1978 23ª giornata       | Salernitana | 1 – 0 referto | Paganese | Stadio Donato Vestuti |
| \| \| \| \| \| Gioia 22’ \| Marcatori \| \| |             |               |          |                       |
|                                             |             |               |          |                       |
| Gioia 22’                                   | Marcatori   |               |          |                       |

| Benevento 26 febbraio 1978 24ª giornata                          | Benevento | 1 – 1 referto | Salernitana | Stadio Gennaro Meomartini |
| \| \| \| \| \| Mongitore 23’ (rig.) \| Marcatori \| 35’ Gioia \| |           |               |             |                           |
|                                                                  |           |               |             |                           |
| Mongitore 23’ (rig.)                                             | Marcatori | 35’ Gioia     |             |                           |

| Salerno 5 marzo 1978 25ª giornata                     | Salernitana | 2 – 0 referto | Matera | Stadio Donato Vestuti |
| \| \| \| \| \| Gioia 2’ Marchi 50’ \| Marcatori \| \| |             |               |        |                       |
|                                                       |             |               |        |                       |
| Gioia 2’ Marchi 50’                                   | Marcatori   |               |        |                       |

| Cava de' Tirreni 12 marzo 1978 26ª giornata                | Pro Cavese | 2 – 0 referto | Salernitana | Stadio Comunale |
| \| \| \| \| \| Cassarino 20’ Moscon 76’ \| Marcatori \| \| |            |               |             |                 |
|                                                            |            |               |             |                 |
| Cassarino 20’ Moscon 76’                                   | Marcatori  |               |             |                 |

| Salerno 19 marzo 1978 27ª giornata                         | Salernitana | 2 – 0 referto | Ragusa | Stadio Donato Vestuti |
| \| \| \| \| \| Ghilardi 26’ Tivelli 72’ \| Marcatori \| \| |             |               |        |                       |
|                                                            |             |               |        |                       |
| Ghilardi 26’ Tivelli 72’                                   | Marcatori   |               |        |                       |

| Marsala 2 aprile 1978 28ª giornata                         | Marsala   | 1 – 1 referto | Salernitana | Stadio Antonino Lombardo Angotta |
| \| \| \| \| \| Vaccaro 17’ \| Marcatori \| 70’ D'Angelo \| |           |               |             |                                  |
|                                                            |           |               |             |                                  |
| Vaccaro 17’                                                | Marcatori | 70’ D'Angelo  |             |                                  |

| Salerno 9 aprile 1978 29ª giornata           | Salernitana | 0 – 1 referto | Nocerina | Stadio Donato Vestuti |
| \| \| \| \| \| \| Marcatori \| 9’ Cornaro \| |             |               |          |                       |
|                                              |             |               |          |                       |
|                                              | Marcatori   | 9’ Cornaro    |          |                       |

| Sorrento 16 aprile 1978 30ª giornata | Sorrento | 0 – 0 referto | Salernitana | Stadio Italia |

| Salerno 23 aprile 1978 31ª giornata            | Salernitana | 1 – 0 referto | Crotone | Stadio Donato Vestuti |
| \| \| \| \| \| Tinaglia 56’ \| Marcatori \| \| |             |               |         |                       |
|                                                |             |               |         |                       |
| Tinaglia 56’                                   | Marcatori   |               |         |                       |

| Salerno 30 aprile 1978 32ª giornata                   | Salernitana | 1 – 0 referto | Turris | Stadio Donato Vestuti |
| \| \| \| \| \| D'Angelo 77’ (rig.) \| Marcatori \| \| |             |               |        |                       |
|                                                       |             |               |        |                       |
| D'Angelo 77’ (rig.)                                   | Marcatori   |               |        |                       |

| Barletta 7 maggio 1978 33ª giornata           | Barletta  | 1 – 0 referto | Salernitana | Stadio Comunale |
| \| \| \| \| \| Zanolla 69’ \| Marcatori \| \| |           |               |             |                 |
|                                               |           |               |             |                 |
| Zanolla 69’                                   | Marcatori |               |             |                 |

| Salerno 14 maggio 1978 34ª giornata                              | Salernitana | 2 – 1 referto | Trapani | Stadio Donato Vestuti |
| \| \| \| \| \| Sepe 36’ D'Angelo 59’ \| Marcatori \| 47’ Luzi \| |             |               |         |                       |
|                                                                  |             |               |         |                       |
| Sepe 36’ D'Angelo 59’                                            | Marcatori   | 47’ Luzi      |         |                       |

| Latina 21 maggio 1978 35ª giornata             | Latina    | 1 – 0 referto | Salernitana | Stadio Comunale |
| \| \| \| \| \| Pezzuoli 81’ \| Marcatori \| \| |           |               |             |                 |
|                                                |           |               |             |                 |
| Pezzuoli 81’                                   | Marcatori |               |             |                 |

| Salerno 28 maggio 1978 36ª giornata                                  | Salernitana | 4 – 0 referto | Campobasso | Stadio Donato Vestuti |
| \| \| \| \| \| Tivelli 20’, 59’, 78’ Di Risio 53’ \| Marcatori \| \| |             |               |            |                       |
|                                                                      |             |               |            |                       |
| Tivelli 20’, 59’, 78’ Di Risio 53’                                   | Marcatori   |               |            |                       |

| Reggio Calabria 4 giugno 1978 37ª giornata | Reggina | 0 – 0 referto | Salernitana | Stadio Comunale |

| Salerno 11 giugno 1978 38ª giornata | Salernitana | 6 – 3 referto                                  | Brindisi | Stadio Donato Vestuti |
| \| \| \| \| \| D'Angelo 20’ Di Maio 22’ De Tommasi 30’ Tivelli 69’, 85’ Mujesan 78’ \| Marcatori \| 16’ (rig.), 90’ Alivernini 52’ (aut.) Consonni \| |             |                                                |          |                       |
| |             |                                                |          |                       |
| D'Angelo 20’ Di Maio 22’ De Tommasi 30’ Tivelli 69’, 85’ Mujesan 78’                                                                                  | Marcatori   | 16’ (rig.), 90’ Alivernini 52’ (aut.) Consonni |          |                       |

### Coppa Italia Semiprofessionisti

#### Fase a gironi
| Salerno 21 agosto 1977 1ª giornata           | Salernitana | 1 – 0 referto | Pro Cavese | Stadio Donato Vestuti |
| \| \| \| \| \| Tiveli 75’ \| Marcatori \| \| |             |               |            |                       |
|                                              |             |               |            |                       |
| Tiveli 75’                                   | Marcatori   |               |            |                       |

| Torre del Greco 28 agosto 1977 2ª giornata    | Turris    | 1 – 0 referto | Salernitana | Stadio Amerigo Liguori |
| \| \| \| \| \| Ranieri 84’ \| Marcatori \| \| |           |               |             |                        |
|                                               |           |               |             |                        |
| Ranieri 84’                                   | Marcatori |               |             |                        |

| Cava de' Tirreni 31 agosto 1977 3ª giornata                      | Pro Cavese | 1 – 1 referto  | Salernitana | Stadio Comunale |
| \| \| \| \| \| Porcelluzzi 76’ \| Marcatori \| 66’ De Tommasi \| |            |                |             |                 |
|                                                                  |            |                |             |                 |
| Porcelluzzi 76’                                                  | Marcatori  | 66’ De Tommasi |             |                 |

| Salerno 7 settembre 1977 4ª giornata                | Salernitana | 1 – 0 referto | Turris | Stadio Donato Vestuti |
| \| \| \| \| \| Tiveli 44’ (rig.) \| Marcatori \| \| |             |               |        |                       |
|                                                     |             |               |        |                       |
| Tiveli 44’ (rig.)                                   | Marcatori   |               |        |                       |

## Statistiche

### Statistiche di squadra
| Competizione                    | Punti | In casa | In casa | In casa | In casa | In casa | In casa | In trasferta | In trasferta | In trasferta | In trasferta | In trasferta | In trasferta | Totale | Totale | Totale | Totale | Totale | Totale | DR  |
| Competizione                    | Punti | G       | V       | N       | P       | Gf      | Gs      | G            | V            | N            | P            | Gf           | Gs           | G      | V      | N      | P      | Gf     | Gs     | DR  |
| ------------------------------- | ----- | ------- | ------- | ------- | ------- | ------- | ------- | ------------ | ------------ | ------------ | ------------ | ------------ | ------------ | ------ | ------ | ------ | ------ | ------ | ------ | --- |
| Serie C                         | 41    | 19      | 13      | 5       | 1       | 35      | 12      | 19           | 1            | 8            | 10           | 15           | 26           | 38     | 14     | 13     | 11     | 50     | 38     | +12 |
| Coppa Italia Semiprofessionisti | 5     | 2       | 2       | 0       | 0       | 2       | 0       | 2            | 0            | 1            | 1            | 1            | 2            | 4      | 2      | 1      | 1      | 3      | 2      | +1  |
| Totale                          | -     | 21      | 15      | 5       | 1       | 37      | 12      | 21           | 1            | 9            | 11           | 16           | 28           | 42     | 16     | 14     | 12     | 53     | 40     | +13 |

### Andamento in campionato
| Giornata  | 1 | 2 | 3 | 4 | 5 | 6 | 7 | 8 | 9 | 10 | 11 | 12 | 13 | 14 | 15 | 16 | 17 | 18 | 19 | 20 | 21 | 22 | 23 | 24 | 25 | 26 | 27 | 28 | 29 | 30 | 31 | 32 | 33 | 34 | 35 | 36 | 37 | 38 |
| --------- | - | - | - | - | - | - | - | - | - | -- | -- | -- | -- | -- | -- | -- | -- | -- | -- | -- | -- | -- | -- | -- | -- | -- | -- | -- | -- | -- | -- | -- | -- | -- | -- | -- | -- | -- |
| Luogo     | C | T | C | T | C | T | C | T | C | T  | C  | T  | T  | C  | T  | C  | T  | C  | T  | T  | C  | T  | C  | T  | C  | T  | C  | T  | C  | T  | C  | C  | T  | C  | T  | C  | T  | C  |
| Risultato | N | P | N | N | V | N | N | P | V | P  | V  | V  | P  | V  | N  | N  | N  | N  | P  | P  | V  | P  | V  | N  | V  | P  | V  | N  | P  | N  | V  | V  | P  | V  | P  | V  | N  | V  |

Legenda:

Luogo: C = Casa; T = Trasferta. Risultato: V = Vittoria; N = Pareggio; P = Sconfitta.

### Statistiche dei giocatori
Fonte
| Giocatore        | Serie C  | Serie C | Serie C     | Serie C    | Coppa Italia Semiprofessionisti | Coppa Italia Semiprofessionisti | Coppa Italia Semiprofessionisti | Coppa Italia Semiprofessionisti | Totale   | Totale | Totale      | Totale     |
| Giocatore        | Presenze | Reti    | Ammonizioni | Espulsioni | Presenze                        | Reti                            | Ammonizioni                     | Espulsioni                      | Presenze | Reti   | Ammonizioni | Espulsioni |
| ---------------- | -------- | ------- | ----------- | ---------- | ------------------------------- | ------------------------------- | ------------------------------- | ------------------------------- | -------- | ------ | ----------- | ---------- |
| E. Braione       | 6        | 0       | ?           | ?          | ?                               | 0                               | ?                               | ?                               | 6+       | 0      | ?           | ?          |
| S. Capone        | 2        | 0       | ?           | ?          | ?                               | 0                               | ?                               | ?                               | 2+       | 0      | ?           | ?          |
| P. Consonni      | 32       | 0       | ?           | ?          | ?                               | 0                               | ?                               | ?                               | 32+      | 0      | ?           | ?          |
| A. D'Angelo      | 28       | 6       | ?           | ?          | ?                               | 0                               | ?                               | ?                               | 28+      | 6      | ?           | ?          |
| G. Degli Schiavi | 20       | -17     | ?           | ?          | ?                               | -?                              | ?                               | ?                               | 20+      | -17+   | ?           | ?          |
| F. De Maio       | 20       | -21     | ?           | ?          | ?                               | -?                              | ?                               | ?                               | 20+      | -21+   | ?           | ?          |
| C. De Tommasi    | 29       | 3       | ?           | ?          | ?                               | 1                               | ?                               | ?                               | 29+      | 4      | ?           | ?          |
| D. Di Maio       | 33       | 2       | ?           | ?          | ?                               | 0                               | ?                               | ?                               | 33+      | 2      | ?           | ?          |
| R. Di Risio      | 32       | 1       | ?           | ?          | ?                               | 0                               | ?                               | ?                               | 32+      | 1      | ?           | ?          |
| L. Favero        | 17       | 0       | ?           | ?          | ?                               | 0                               | ?                               | ?                               | 17+      | 0      | ?           | ?          |
| A. Fei           | 2        | 0       | ?           | ?          | ?                               | 0                               | ?                               | ?                               | 2+       | 0      | ?           | ?          |
| P. Fraccapani    | 8        | 0       | ?           | ?          | ?                               | 0                               | ?                               | ?                               | 8+       | 0      | ?           | ?          |
| M. Ghilardi      | 16       | 4       | ?           | ?          | ?                               | 0                               | ?                               | ?                               | 16+      | 4      | ?           | ?          |
| A. Gioia         | 13       | 3       | ?           | ?          | ?                               | 0                               | ?                               | ?                               | 13+      | 3      | ?           | ?          |
| A. Gregorio      | 2        | 0       | ?           | ?          | ?                               | 0                               | ?                               | ?                               | 2+       | 0      | ?           | ?          |
| F. Marchi        | 22       | 1       | ?           | ?          | ?                               | 0                               | ?                               | ?                               | 22+      | 1      | ?           | ?          |
| L. Mujesan       | 20       | 7       | ?           | ?          | ?                               | 0                               | ?                               | ?                               | 20+      | 7      | ?           | ?          |
| D. Santucci      | 4        | 0       | ?           | ?          | ?                               | 0                               | ?                               | ?                               | 4+       | 0      | ?           | ?          |
| M. Scotto        | 22       | 0       | ?           | ?          | ?                               | 0                               | ?                               | ?                               | 22+      | 0      | ?           | ?          |
| B. Sepe          | 31       | 1       | ?           | ?          | ?                               | 0                               | ?                               | ?                               | 31+      | 1      | ?           | ?          |
| C. Tinaglia      | 31       | 2       | ?           | ?          | ?                               | 0                               | ?                               | ?                               | 31+      | 2      | ?           | ?          |
| C. Tivelli       | 36       | 19      | ?           | ?          | ?                               | 2                               | ?                               | ?                               | 36+      | 21     | ?           | ?          |
| V. Zazzaro       | 27       | 0       | ?           | ?          | ?                               | 0                               | ?                               | ?                               | 27+      | 0      | ?           | ?          |

## Giovanili

### Organigramma
Fonte
- Allenatore Berretti: Mario Saracino

### Piazzamenti
- Berretti:
  - Campionato: